# Солнечный (Ленинск-Кузнецкий район)
Со́лнечный — посёлок в Ленинск-Кузнецком районе Кемеровской области. Входит в состав Горняцкого сельского поселения.

## Географическое положение
Центральная часть населённого пункта расположена на высоте 169 метров над уровнем моря.

## История
Указом Президиума Верховного Совета РСФСР от 15 августа 1963 года посёлок фермы № 4 совхоза «Ленинуголь» Ленинск-Кузнецкого сельского района переименован в посёлок Солнечный.

## Население
| 2010 |
| ---- |
| 186  |

По данным Всероссийской переписи населения 2010 года, в посёлке Солнечный проживает 186 человек (83 мужчины, 103 женщины).